# Kellinghausen (Rüthen)
Kellinghausen ist ein Stadtteil der Stadt Rüthen im Kreis Soest, Nordrhein-Westfalen und hat eine Größe von 4,57 km². Am 31. Dezember 2021 hatte die Ortschaft 83 Einwohner.

## Lage
Kellinghausen liegt etwa 300 m über NHN nördlich von Rüthen und Hemmern. Westlich von Kellinghausen befindet sich Menzel, im Osten Langenstraße-Heddinghausen und südlich das Landschaftsschutzgebiet Ortsrandlagen bei Kellinghausen.

## Geschichte
Kellinghausen wurde vermutlich im 9. Jahrhundert gegründet, was man aufgrund der Endung -hausen schließen kann. Urkundlich wird der Ort erstmals im Jahre 1231 als „Kellinchusen“ erwähnt. Besitzer des Ortes im Mittelalter war der Ritter von Langenstraße. 1503 verkaufte Conrad von Langenstradt den Bürgermeistern, dem Rat und der Stadt Rüthen seine Höfe in Kellinghausen. Schon vor dem Dreißigjährigen Krieg soll Kellinghausen eine Kapelle und eine Schule besessen haben. Zumindest war der Ort in der dieser Zeit größer als heute, da jetzt immer noch Spuren von Häusern im Ackerland gefunden werden. 1716 wird die katholische St.-Magdalenen-Kapelle erwähnt. 1905 wird sie durch einen Neubau ersetzt. Seit der preußischen Zeit gehört die Gemeinde Kellinghausen zum Amt Altenrüthen im Landkreis Lippstadt. Am 1. Januar 1975 erfolgte durch §50 Münster/Hamm-Gesetz die Eingemeindung in die Stadt Rüthen.
Einwohnerentwicklung:
| - 1861: 106 Einwohner - 1939: 098 Einwohner - 1950: 132 Einwohner * - 1961: 125 Einwohner - 1970: 103 Einwohner - 1974: 096 Einwohner | - 1975: 086 Einwohner - 2000: 090 Einwohner - 2011: 090 Einwohner - 2013: 088 Einwohner - 2014: 086 Einwohner - 2021: 083 Einwohner |

Der Anstieg der Bevölkerungszahl nach dem Zweiten Weltkrieg ist auf den Zuzug von Flüchtlingen und Vertriebenen zurückzuführen. Nach der Eingemeindung im Jahr 1975 lebten im Stadtteil 19 Einwohner je Quadratkilometer, 2021 waren es 18 Einwohner je Quadratkilometer.

## Politik
Von 1980 bis 2014 war Hans Brinkmann (CDU) Ortsvorsteher von Kellinghausen. Ihm folgte Antonius Bertels in diesem Amt.

## Verkehr
Zwei Busverbindung der Westfalenbus GmbH, die Linie 673 von Rüthen nach Oestereiden und die Linie R62 von Rüthen über Oestereiden und Bökenförde nach Lippstadt, fahren durch Kellinghausen.

## Vereine
- Schützenverein
- Landwirtschaftlicher Ortsverein